# 畑谷明日香
畑谷 明日香（はたや あすか、1985年4月2日 - ）は、日本の声優。長野県出身。むさしのFMや調布FMにて番組パーソナリティやレポーターを務める。

## 出演

### テレビアニメ
- バンブーブレード（後輩A）

### ゲーム
- アガレスト戦記
- お姉チャンバラ（ミザリー）
- お姉チャンバラ Revolution（ミザリー）
- Clear 新しい風の吹く丘で（2009年、ネン）
- ミストオブカオス（テレサ・テラ）

### 舞台
- 新白無垢の鬼

### ラジオ
- むさしのFM
- 調布FM
あかねいろStation（日曜日）